# El meu pare, el meu heroi
El meu pare, el meu heroi (títol original: Mon père, ce héros) és una pel·lícula francesa de Gérard Lauzier estrenada l'any 1991. Ha estat doblada al català.
El títol del film ve del poema Després de la Batalla de Victor Hugo, publicat l'any 1859 al llibre La Llegenda dels segles.

## Argument
Filla de pares divorciats, Véronique té 14 anys. El seu pare André la porta de vacances en les festes de cap d'any a l'illa Maurici. Durant l'estada, Véronique coneix un jove, Benjamin, els pares del qual tenen una casa a l'illa. Amb la finalitat d'atreure els seus favors, l'adolescent fa creure a Benjamin que André no és el seu pare sinó el seu company tot inventant-se una vida.

## Repartiment
- Gérard Depardieu: André Arnel
- Marie Gillain: Véronique Arnel
- Patrick Mil: Benjamin
- Catherine Jacob: Christelle
- Charlotte de Turckheim: Irina
- Éric Pastor: Julien
- Evelyne Lagesse: la dona notable
- Franck-Olivier Capell: el barman
- Yan Brian: el pare de Benjamin
- Benoît Allemane: el notable
- Harriet Batchelor: la promesa de Benjamin
- Gérard Hérold: Patrick
- Jean-François Rangasamy: Pablo
- Koomaren Chetty: Karim
- Nicolas Sobrido: Maxime

## Al voltant de la pel·lícula
- Aquest film és la primera aparició a la pantalla de Marie Gillain.
- Marie Gillain interpreta la cançó dels crèdits de començament Sense mentides i Gérard Depardieu interpreta la del final amb un títol de Bossa nova titulat Ça va.
- Un remake estatunidenc va sortir l'any 1994 amb el títol My Father the Hero, sempre amb Gérard Depardieu però amb Katherine Heigl al paper interpretada per Marie Gillain.

## Banda original
- Sans mensonges, lletra i música de François Bernheim, interpretada per Marie Gillain
- Avec elle avec elle, lletra de Jean-Pierre Lang, música de François Bernheim, interpretada per Jean-Alain Clency
- Fun in the sun, lletra de Janet Woollacott, música de François Bernheim, interpretada per Slim Batteux
- Quan une femme tombe en amour, lletra de Jean-Pierre Lang, música de François Bernheim, interpretada per Karen Tungay
- Sega, lletra de Jean-Pierre Lang, música de François Bernheim, interpretada per Jean-Alain Clency
- Ça va (I'M Fine), lletra de François Bernheim i Pierre-André Dousset, música de François Bernheim, interpretada per Gérard Depardieu, lletra anglesa de Slim Batteux, versió anglesa interpretada per Bruce Johnston